# Depression Quest
Depression Quest est une fiction interactive qui aborde le sujet de la dépression, développée par Zoë Quinn et sortie le 14 février 2013.
D'abord disponible sur Internet à partir de 2013, elle est ajoutée sur Steam en août 2014. L'objectif de la développeuse était de rendre compréhensible la situation des dépressifs pour ceux qui n'ont jamais été atteints par ce mal, en permettant aux seconds de se mettre dans la peau des premiers à travers le jeu.

Depression Quest — et sa conceptrice — ont reçu un surcroît d'attention à l'affaire du Gamergate.

## Système de jeu
Depression Quest est une fiction interactive. Le joueur incarne une personne dépressive. L'histoire est centrée sur sa vie quotidienne, ses relations avec ses parents, ses collègues de bureau, ses amis et sa petite amie. Elle aborde aussi le sujet des soins psychiatrique, notamment médicamenteux.
À chaque étape, le joueur lit un texte de quelques paragraphes décrivant une situation simple inspirée de la vie réelle. Le texte est parfois accompagné d'images et d'une atmosphère sonore.

Il doit ensuite faire un choix entre plusieurs possibilités décrites textuellement, en cliquant simplement sur celle qui lui convient. Les choix faits déterminent la manière dont la suite de l'histoire se déroule. Certains sont barrés et ne sont pas disponibles pour le joueur ; l'amplitude des solutions cliquables dépend de la gravité de la dépression, qui est décrite par une simple phrase en dessous du texte.

Ce mécanisme a été implanté pour refléter l'état mental d'une personne dépressive, pour qui certaines réactions qui pourraient paraître naturelle et adéquate ne sont pas du domaine de l'envisageable
Le jeu comprend 40 000 caractères et cinq fins différentes.

## Développement
Le jeu est d'abord disponible sur navigateur web à partir du 14 février 2013,. Il a été conçu à l'aide de Twine.
Zoë Quinn le soumet également au programme Steam Greenlight, qui permet aux développeurs indépendants de proposer leurs jeux dans l'espoir d'être choisi par la communauté pour intégrer le catalogue de la plate-forme de distribution de contenu en ligne ; mais - selon ses propos lors d'une interview accordée au magazine Vice - elle reçoit des courriels haineux, ce qui la pousse à abandonner la démarche.
Lors de la même interview, elle explique qu'après avoir reçu des retours positifs de la part des joueurs et avoir été invité à l'IndieCade, elle a pris la décision de soumettre à nouveau Depression Quest sur Greenlight. Elle est à nouveau harcelée mais se sent prête à gérer la situation : « Je pensais, honnêtement, que je pouvais supporter la haine si cela pouvait permettre à mon jeu d'atteindre quelqu'un qui en tirerait quelque chose, et se sentirait moins seul », affirme-t-elle.
Le jeu est finalement accepté en janvier 2014, et est publié sur Steam en août de la même année. Juste avant la sortie prévue du jeu, Zoé Quinn apprend que l'acteur Robin Williams est mort, probablement par suicide. Elle réfléchit à retarder la sortie pour ne pas paraître vouloir tirer avantage de l’événement, mais décide finalement de conserver la date initiale ; elle justifie ce choix en déclarant que, pour elle, rendre le jeu disponible est plus important que la publicité négative que cela pourrait engendrer. 
À propos de cette décision, Quinn explique : « Si j'étais face à quelqu'un qui me demande comment je peux oser publier le jeu le jour où Robin Williams s'est ôté la vie, je ne saurais pas quoi répondre... Mais si quelqu'un d'autre me demandait comment je peux retarder la sortie du jeu alors qu'il en a besoin, je me sentirais honteuse »
.
Le jeu est gratuit mais les joueurs peuvent choisir de donner la somme qu'ils jugent appropriée. Une partie des gains sont donnés au centre national de prévention contre le suicide.